# 곽기훈
곽기훈(1979년 11월 5일 ~ )은 대한민국의 축구 선수이며 포지션은 미드필더이다.